# Одрейн (округ, Міссурі)
Шаблон:StateAbbr_ 39°13′ пн. ш. 91°50′ зх. д. / 39.21° пн. ш. 91.84° зх. д.
Округ  Одрейн (англ. Audrain County) — округ (графство) у штаті Міссурі, США. Ідентифікатор округу 29007.

## Історія
Округ утворений 1831 року.

## Демографія
За даними перепису 
2000 року 
загальне населення округу становило 25853 осіб, зокрема міського населення було 14913, а сільського — 10940.
Серед мешканців округу чоловіків було 11816, а жінок — 14037. В окрузі було 9844 домогосподарства, 6758 родин, які мешкали в 10881 будинках.
Середній розмір родини становив 2,96.
Віковий розподіл населення поданий у таблиці:
| Стать    | До 15 років | 15-21 | 22-29 | 30-39 | 40-49 | 50-65 | 65-85 | Понад 85 |
| -------- | ----------- | ----- | ----- | ----- | ----- | ----- | ----- | -------- |
| Чоловіки | 2636        | 1146  | 1057  | 1563  | 1722  | 1880  | 1620  | 192      |
| Жінки    | 2587        | 1168  | 1423  | 2157  | 2050  | 2107  | 2129  | 416      |

## Суміжні округи
- Монро — північ
- Роллс — північний схід
- Пайк — схід
- Монтгомері — південний схід
- Келлевей — південь
- Бун — південний захід
- Рендолф — північний захід

## Виноски
1. ↑  U.S. Decennial Census. United States Census Bureau. Архів оригіналу за 26 квітня 2015. Процитовано 13 листопада 2014.
2. ↑  Historical Census Browser. University of Virginia Library. Архів оригіналу за 11 серпня 2012. Процитовано 13 листопада 2014.
3. ↑  Population of Counties by Decennial Census: 1900 to 1990. United States Census Bureau. Процитовано 13 листопада 2014.
4. ↑  Census 2000 PHC-T-4. Ranking Tables for Counties: 1990 and 2000 (PDF). United States Census Bureau. Процитовано 13 листопада 2014.
5. ↑  State & County QuickFacts. United States Census Bureau. Архів оригіналу за 7 червня 2011. Процитовано 7 вересня 2013.(англ.) Наведено за англійською вікіпедією.
6. ↑  American FactFinder. Бюро перепису населення США. Архів оригіналу за 26 лютого 2012. Процитовано 31 січня 2008.

| США | Це незавершена стаття з географії США. Ви можете допомогти проєкту, виправивши або дописавши її. |